# Cd (команда)
cd, також доступна як chdir (англ. change directory перекладається як змінити каталог) — команда командного рядка, що використовується для зміни поточного місця розташування робочого каталогу в Unix, Linux, DOS, Windows, а також і інших операційних системах. Також доступна для використання в скриптах командного інтерпретатора або в DOS пакетних файлах. cd часто вбудована в оболонки, такі як Bourne shell, csh, tcsh, bash (де викликається С функція POSIX chdir()) і в DOS COMMAND.COM.

## Використання
Команду cd можна використовувати для переходу в будь-які каталоги файлової системи, в тому числі в кореневий каталог, підкаталоги, а також для повернення назад у батьківський каталог. Наприклад, якщо у Unix-подібній системі поточний робочий каталог домашній (~), користувач може переглянути його вміст і перейти до підкаталогу games, використавши такі команди: 
|  | user@wikipedia:~$ ls workreports games encyclopedia text.txt user@wikipedia:~$ cd games user@wikipedia:~/games$ |

cd дає різний ефект у різних операційних системах, якщо використати її без аргументів. Так, у DOS буде показаний повний шлях до поточного робочого каталога, а в Unix здійсниться перехід у домашній каталог. Ефект від команди cd в різних скриптах або пакетах також різниться. Наприклад, в DOS можна безпосередньо змінити робочий каталог з пакетного файлу за допомогою команди, а в UNIX виклик у скрипті cd, як правило, не міняє робочий каталог користувача (як наслідок передачі управління в UNIX-скриптах окремій оболонці з власним адресним простором).